# Wimbish
Wimbish är en by och en civil parish i Uttlesford i Storbritannien. Den ligger i grevskapet Essex och riksdelen England, i den sydöstra delen av landet, 60 km nordost om huvudstaden London. Orten har 1 550 invånare (2001).  Byn nämndes i Domedagsboken (Domesday Book) år 1086, och kallades då Wimbeis. Det inkluderar Tye Green, Upper och Lower Green, Howlett End, Elder Street och Cole End.